# Liste der Abgeordneten zum Österreichischen Abgeordnetenhaus (X. Legislaturperiode)
Diese Liste der Abgeordneten zum Österreichischen Abgeordnetenhaus (X. Legislaturperiode) listet alle Abgeordneten zum österreichischen Abgeordnetenhaus während der X. Legislaturperiode auf. Die Legislaturperiode umfasste eine Session, die XVII., die vom 31. Januar 1901 bis zum 30. Januar 1907 reichte.
| Name                                  | Kurie                                     | Region                                                                                         | Kronland          | Anmerkung |
| ------------------------------------- | ----------------------------------------- | ---------------------------------------------------------------------------------------------- | ----------------- | --- |
| Abrahamowicz David                    | Großgrundbesitz                           |                                                                                                | Galizien          | |
| Abrahamowicz Eugenjusz                | Großgrundbesitz                           |                                                                                                | Galizien          | am 5. Jänner 1905 verstorben |
| Acquaroli Josef                       | erster Wahlkörper                         |                                                                                                | Triest            | 1904 verstorben |
| Adler Viktor                          | Allgemeine Wählerklasse                   | Reichenberg etc.                                                                               | Böhmen            | am 28. November 1905 für Josef Hannich angelobt |
| Aehrenthal Felix                      | Nichtfideikommissarischer Großgrundbesitz |                                                                                                | Böhmen            | |
| Albrecht Hugo                         | Städte                                    | Mährisch-Trübau, Zwittau, Brüsau etc.                                                          | Mähren            | am 5. Februar 1901 angelobt |
| Antonelli Jakob                       | Landgemeinden                             | Gradiska, Cormons, Cervignano etc.                                                             | Görz und Gradiska | |
| Attems Edmund                         | Großgrundbesitz                           |                                                                                                | Steiermark        | |
| Auspitz Rudolf                        | Handels- und Gewerbekammer                | Brünn                                                                                          | Mähren            | Mandatsniederlegung am 17. Jänner 1903 |
| Axmann Julius                         | Allgemeine Wählerklasse                   | Wien (Neubau, Josefstadt, Alsergrund, Rudolfsheim, Fünfhaus)                                   | Niederösterreich  | |
| Baernreither Joseph Maria             | Nichtfideikommissarischer Großgrundbesitz |                                                                                                | Böhmen            | |
| Baltazzi Aristides                    | Großgrundbesitz                           |                                                                                                | Mähren            | |
| Barbo-Waxenstein Josef Anton          | Großgrundbesitz                           |                                                                                                | Krain             | |
| Bareuther Ernst                       | Städte                                    | Eger, Franzensbad, Asch, etc.                                                                  | Böhmen            | am 17. August 1905 verstorben |
| Bartoli Matteo                        | Städte / Handels- und Gewerbekammer       | Parenzo, Capodistria, Pirano, etc. / Rovigno                                                   | Istrien           | |
| Barwiński Aleksander                  | Landgemeinden                             | Brody, Kamionka Strumilowa, etc.                                                               | Galizien          | |
| Basewi Giuseppe                       | Handels- und Gewerbekammer                |                                                                                                | Triest            | Mandatsniederlegung im März 1905 |
| Battaglia Roger                       | Städte                                    | Tarnow, Bochnia                                                                                | Galizien          | am 24. April 1906 angelobt |
| Baumgartner Cölestin                  | Großgrundbesitz                           |                                                                                                | Oberösterreich    | |
| Baumgartner Georg                     | Allgemeine Wählerklasse                   | Steyr, Gmunden, Kirchdorf, Vöcklabruck                                                         | Oberösterreich    | am 8. März 1904 für Leopold Kern angelobt |
| Baxa Karel                            | Städte                                    | Prag (Altstadt)                                                                                | Böhmen            | am 26. März 1903 für Belsky angelobt |
| Bazzanella Emanuele                   | Landgemeinden                             | Trient, Borgo, etc.                                                                            | Tirol             | |
| Bečvář Filip                          | Allgemeine Wählerklasse                   | Časlau, Chotěboř, Přibyslav, etc.                                                              | Böhmen            | |
| Belcredi Ludvík                       | Nichtfideikommissarischer Großgrundbesitz |                                                                                                | Böhmen            | Zunächst Vertreter der Wählerklasse „Fideikommissarischer Großgrundbesitz“, nach Mandatsrücklegung am 17. Oktober 1901 am 12. Dezember 1902 für die Wählerklasse des „Nichtfideikommissarischen Großgrundbesitzes“ angelobt |
| Bendel Josef                          | Städte                                    | Znaim, Datschitz, Jamnitz, etc.                                                                | Mähren            | am 19. Juni 1903 angelobt |
| Bennati Felice                        | Allgemeine Wählerklasse                   |                                                                                                | Istrien           | |
| Berger Rudolf                         | Städte                                    | Gablonz, Liebenau, Morchenstern, etc.                                                          | Böhmen            | Mandatsverzicht im Dezember 1906 |
| Berks Hugo                            | Landgemeinden                             | Chilli, Rann, etc.                                                                             | Steiermark        | am 6. April 1906 verstorben |
| Beurle Karl                           | Städte                                    | Freistadt, Leonfelden, Oberneukirchen, etc.                                                    | Oberösterreich    | |
| Bělský Hugo                           | Städte                                    | Prag (Altstadt)                                                                                | Böhmen            | Mandatsverzicht im Jänner 1903 |
| Biankini Juraj                        | Landgemeinden                             | Ragusa, Curzola, etc.                                                                          | Dalmatien         | |
| Binder Wilhelm                        | Städte                                    | Biała, Neusadec, Wieliczka                                                                     | Galizien          | |
| Błazowski Julian                      | Großgrundbesitz                           | Brzeżany                                                                                       | Galizien          | |
| Błazowski Marjan                      | Landgemeinden                             | Buczacz, Czortków, etc.                                                                        | Galizien          | |
| Bleikolm Anton                        | Landgemeinden                             | Judenburg, Murau, Liezen, etc.                                                                 | Steiermark        | |
| Blöchl Franz                          | Landgemeinden                             | Freistadt, Perg, etc.                                                                          | Oberösterreich    | |
| Bobrzyński Michał                     | Großgrundbesitz                           |                                                                                                | Galizien          | am 17. November 1903 für Hermann Czerz-Lindenwald angelobt |
| Böheim Josef                          | Städte                                    | Linz, Urfahr, Ottensheim, etc.                                                                 | Oberösterreich    | |
| Bohosiewicz Zacharias                 | Großgrundbesitz                           | zweiter Wahlkörper                                                                             | Bukowina          | |
| Bojko Jakub                           | Landgemeinden                             | Tarnów, Pilzno, Dabrowa, etc.                                                                  | Galizien          | |
| Bomba Anton                           | Allgemeine Wählerklasse                   | Rzeszów, Ropczyce, Dębica, etc.                                                                | Galizien          | |
| Borčić Lovro                          | Städte / Handels- und Gewerbekammer       | Spalato, Makarska, Ragusa, etc. / Spalato, Ragusa                                              | Dalmatien         | am 5. Februar 1901 angelobt |
| Brdlik Josef                          | Handels- und Gewerbekammer                | Budweis                                                                                        | Böhmen            | |
| Breiter Ernest                        | Allgemeine Wählerklasse                   | Stadt Lemberg                                                                                  | Galizien          | |
| Breza Friedrich August                | Großgrundbesitz                           |                                                                                                | Galizien          | am 24. April 1906 angelobt |
| Bromovský Josef                       | Handels- und Gewerbekammer                | Prag                                                                                           | Böhmen            | |
| Brzorád Edvard                        | Landgemeinden                             | Deutschbrod, Polna, Ledeč, etc.                                                                | Böhmen            | |
| Březnovský Václav                     | Allgemeine Wählerklasse                   | Städte Pragm Karolinenthal und Smichow                                                         | Böhmen            | |
| Buchmüller Anton                      | Städte                                    | Bruck, Leoben, etc.                                                                            | Steiermark        | am 17. Juli 1906 angelobt |
| Byk Emil                              | Städte                                    | Brody, Złoczów                                                                                 | Galizien          | am 23. Juni 1906 verstorben |
| Jaxa-Chamier Anton                    | Landgemeinden                             | Zaleszczyki, Borszczów, Horodenka, etc.                                                        | Galizien          | |
| Chiari Karl                           | Städte                                    | Sternberg, Neustadt, Römerstadt, etc.                                                          | Mähren            | |
| Choc Václav                           | Allgemeine Wählerklasse                   | Smichow, Kladno, Schlan, etc.                                                                  | Böhmen            | am 7. Mai 1901 für Václav Jaroslav Klofáč angelobt |
| Chotek Ferdinand                      | Nichtfideikommissarischer Großgrundbesitz | Budweis                                                                                        | Böhmen            | Mandatsniederlegung in der Sitzung am 26. September 1905 verkündet |
| Christ Ludwig                         | Handels- und Gewerbekammer                | Linz                                                                                           | Oberösterreich    | am 19. April 1904 für Emil Dierzer von Traunthal angelobt |
| Cingr Petr                            | Allgemeine Wählerklasse                   | Teschen, Freistadt, Bielitz, etc.                                                              | Schlesien         | |
| de Combi Cesare                       | Handels- und Gewerbekammer                | Triest                                                                                         | Triest            | wurde nie angelobt und verstarb am 28. Februar 1906 |
| Conci Enrico                          | Landgemeinden                             | Cles, Cavalese, etc.                                                                           | Tirol             | |
| Cwikliński Ludwik                     | Städte                                    | Tarnopol, Brzeżany                                                                             | Galizien          | Mandatsniederlegung am 8. Februar 1902 verkündet |
| Czaykowski Władysław Wiktor           | Großgrundbesitz                           |                                                                                                | Galizien          | |
| Czerz-Lindenwald Hermann              | Großgrundbesitz                           |                                                                                                | Galizien          | Mandatsniederlegung in der Sitzung am 23. September 1903 verkündet |
| Czernin Eugen, Dr.                    | Fideikommissarischer Großgrundbesitz      |                                                                                                | Böhmen            | |
| Czerný Josef                          | Allgemeine Wählerklasse                   | Jičín, Hořice, Neubydžov, etc.                                                                 | Böhmen            | |
| Čipera Josef                          | Städte                                    | Pilsen                                                                                         | Böhmen            | am 8. März 1904 für František Schwarz angelobt |
| Damm Hans                             | Nichtfideikommissarischer Großgrundbesitz |                                                                                                | Böhmen            | |
| Danielak Michał                       | Allgemeine Wählerklasse                   | Neusadec, Limanowa, Neumarkt, etc.                                                             | Galizien          | |
| Daschl Leopold                        | Landgemeinden                             | Krems, Gföhl, Kirchberg am Wagram, Horn, etc.                                                  | Niederösterreich  | |
| Daszyński Ignacy                      | Allgemeine Wählerklasse                   | Stadt Krakau                                                                                   | Galizien          | |
| Delugan Baldassare                    | Allgemeine Wählerklasse                   | Trient, Borgo, Primiero, etc.                                                                  | Tirol             | |
| Demel von Elswehr Leonhard            | Städte                                    | Teschen, Friedek, Freistadt, etc.                                                              | Schlesien         | |
| Derschatta von Standhalt Julius       | Städte                                    | Graz (Vorstädte)                                                                               | Steiermark        | |
| Deym von Střitež Ferdinand            | Nichtfideikommissarischer Großgrundbesitz | Budweis                                                                                        | Böhmen            | |
| Dierzer von Traunthal Emil            | Handels- und Gewerbekammer                | Linz                                                                                           | Oberösterreich    | am 15. Februar 1904 verstorben |
| Di Pauli Josef                        | Landgemeinden                             | Bozen, Meran, etc.                                                                             | Tirol             | Mandatsniederlegung in der Sitzung vom 31. Jänner 1901 verkündet |
| Dłuzański Johann                      | Landgemeinden                             | Kołomyja, Kosów, Śniatyn, etc.                                                                 | Galizien          | |
| Dobernig Josef Wolfgang               | Städte                                    | Klagenfurt                                                                                     | Kärnten           | |
| Doblhofer Josef                       | Landgemeinden                             | Ried, Braunau am Inn, etc.                                                                     | Oberösterreich    | |
| Doblhoff-Dier Heinrich                | Großgrundbesitz                           |                                                                                                | Niederösterreich  | |
| Doboszyński Adam                      | Allgemeine Wählerklasse                   | Przemyśl, Mościska, Rudki, etc.                                                                | Galizien          | |
| Dobrženski von Dobrženitz Johann      | Großgrundbesitz                           |                                                                                                | Böhmen            | am 28. November 1905 angelobt |
| Dötz August                           | Allgemeine Wählerklasse                   | Krems, Horn, Zwettl, Waidhofen an der Thaya, etc.                                              | Niederösterreich  | |
| Drexel Johann                         | Städte / Handels- und Gewerbekammer       | Bregenz, Feldkirch, Bludenz, etc. / Feldkirch                                                  | Vorarlberg        | am 11. Oktober 1905 verstorben |
| Dubsky Guido                          | Großgrundbesitz                           |                                                                                                | Mähren            | |
| Dürckheim Georg Friedrich             | Großgrundbesitz                           |                                                                                                | Oberösterreich    | |
| Dulęba Ladislaus                      | Städte                                    | Tarnopol, Brzeżany                                                                             | Galizien          | am 16. Mai 1902 für Ludwig Cwikliński angelobt |
| Dulibić Anton                         | Städte / Handels- und Gewerbekammer       | Zara, Sebenico / Zara                                                                          | Dalmatien         | am 17. November 1904 für Supuk angelobt |
| Dungel Adalbert                       | Großgrundbesitz                           |                                                                                                | Niederösterreich  | am 28. Jänner 1901 angelobt |
| Dvořák Jan                            | Städte                                    | Příbram, Birkenberg, Hořowitz                                                                  | Böhmen            | am 16. Oktober 1902 für Horica angelobt, Mandatsniederlegung in der Sitzung am 8. März 1904 verkündet |
| Dvořák Ladislav                       | Städte                                    | Pisek, Taus, Klattau, etc.                                                                     | Böhmen            | am 1. Mai 1902 für Vilém Kurz angelobt |
| Dvořák Václav                         | Landgemeinden                             | Budweis, Wittingau, Moldauthein, etc.                                                          | Böhmen            | am 5. Februar 1901 angelobt |
| Dyk Emanuelle                         | Landgemeinden                             | Pilsen, Kralowitz, Klattau, Přestitz, etc.                                                     | Böhmen            | |
| Dzieduszycki Adalbert                 | Großgrundbesitz                           |                                                                                                | Galizien          | |
| Dzieduszycki Karol                    | Landgemeinden                             | Stryj, Żydaczów, Drohobycz, etc.                                                               | Galizien          | am 14. September 1902 verstorben |
| Ebenhoch Alfred                       | Landgemeinden                             | Wels, Vöcklabruck, etc.                                                                        | Oberösterreich    | am 3. März 1903 für Josef Wenger angelobt |
| Ehrenfels Bernhard                    | Großgrundbesitz                           |                                                                                                | Niederösterreich  | |
| Einspinner August                     | Städte                                    | Hartberg, Friedberg, Pöllau, Vorau, Feldbach, etc.                                             | Steiermark        | am 24. April 1906 angelobt |
| Eisenkolb Anton                       | Städte                                    | Aussig, Karbitz, Teplitz, etc.                                                                 | Böhmen            | |
| Eisterer Johann                       | Landgemeinden                             | Schärding, Eferding, etc.                                                                      | Oberösterreich    | Am 30. März 1906 für Johann Zehetmayr angelobt |
| Eldersch Matthias                     | Allgemeine Wählerklasse                   | Troppau, Freudenthal, Jägerndorf, etc.                                                         | Schlesien         | |
| Ellenbogen Wilhelm                    | Allgemeine Wählerklasse                   | Wien (Innere Stadt, Leopoldstadt, Brigittenau)                                                 | Niederösterreich  | |
| Eltz Alfred                           | Großgrundbesitz                           |                                                                                                | Niederösterreich  | |
| d'Elvert Heinrich                     | Städte                                    | Brünn                                                                                          | Mähren            | |
| Endres Franz                          | Handels- und Gewerbekammer                | Leoben                                                                                         | Steiermark        | Mandatsniederlegung in der Sitzung am 8. April 1902 verkündet |
| Erb Leopold                           | Städte                                    | Steyr, Kirchdorf, etc.                                                                         | Oberösterreich    | am 16. Oktober 1902 für Johann Redl angelobt |
| Erler Eduard                          | Städte / Handels- und Gewerbekammer       | Innsbruck, Hall, Rattenberg, etc. / Innsbruck                                                  | Tirol             | |
| Etz August                            | Allgemeine Wählerklasse                   | Wels, Eferding, Ried, etc.                                                                     | Oberösterreich    | |
| Ferjančič Andreas                     | Städte                                    | Adelsberg, Idria, Oberlaibach, etc.                                                            | Krain             | |
| Ferri Georg                           | Landgemeinden                             | Zara, Pago, Arbe, etc.Dalmatien                                                                |                   | |
| Fiedler František                     | Städte                                    | Karolinenthal, Smichow                                                                         | Böhmen            | am 29. Oktober 1901 für Kainzl angelobt |
| Fijak Matjas                          | Allgemeine Wählerklasse                   | Wadowice, Biała, Chrzanów, etc.                                                                | Galizien          | |
| Fink Jodok                            | Landgemeinden                             | Bregenz, etc.                                                                                  | Vorarlberg        | |
| Flondor Theodor von                   | Allgemeine Wählerklasse                   | Radautz, Sereth, Storozynetz, etc.                                                             | Bukowina          | am 22. Oktober 1901 für Isopescul angelobt |
| Foerg Heinrich                        | Allgemeine Wählerklasse                   | Innsbruck, Schwaz, Kufstein, etc.                                                              | Tirol             | |
| Formánek Václav                       | Allgemeine Wählerklasse                   | Königgrätz, Neustadt an der Mettau, Opočno, etc.                                               | Böhmen            | |
| Fořt Josef                            | Städte                                    | Kolin, Poděbrad, Kauřim, etc.                                                                  | Böhmen            | Mandatsniederlegung in der Sitzung am 28. November 1905 verkündet |
| Fresl Václav                          | Allgemeine Wählerklasse                   | Pilsen, Blowic, Rokycan, etc.                                                                  | Böhmen            | |
| Freudenthal Karl                      | Großgrundbesitz                           |                                                                                                | Niederösterreich  | |
| Fuchs Viktor                          | Landgemeinden                             | St. Johann, Tamsweg, Zell am See                                                               | Salzburg          | |
| Fürstl von Teichek Rudolf             | Nichtfideikommissarischer Großgrundbesitz |                                                                                                | Böhmen            | |
| Funke Alois                           | Städte                                    | Leitmeritz, Lobositz, Theresienstadt, etc.                                                     | Böhmen            | |
| Gabrščik Oskar                        | Landgemeinden                             | Görz, Tolmein, Flitsch                                                                         | Görz und Gradiska | |
| Garapich Michael                      | Großgrundbesitz                           | Tarnopol                                                                                       | Galizien          | Mandatsniederlegung in der Sitzung am 30. Jänner 1906 verkündet |
| Gasteiger Karl                        | Städte                                    | Judenburg, Neumarkt, Murau, etc.                                                               | Steiermark        | am 17. Oktober 1901 für Heinrich Reicher angelobt |
| Gessmann Albert                       | Städte                                    | Wien (Neubau)                                                                                  | Niederösterreich  | |
| Giżowski Julius                       | Landgemeinden                             | Sambor, Staremiasto, Turka, etc.                                                               | Galizien          | |
| Głąbiński Stanisław                   | Städte                                    | Lemberg                                                                                        | Galizien          | am 20. Mai 1902 für Thaddäus Romanowicz angelobt |
| Gładyszowski Emil                     | Landgemeinden                             | Tarnopol, Zbaraż, Skałat                                                                       | Galizien          | |
| Glöckner Adolf                        | Landgemeinden                             | Reichberg, Böhmisch-Aicha, Gablonz, etc.                                                       | Böhmen            | |
| Gmachl Johann                         | Großgrundbesitz                           |                                                                                                | Salzburg          | |
| Gniewosz-Olexow Ladislaus             | Großgrundbesitz                           | Złoczów                                                                                        | Galizien          | am 24. Jänner 1905 für Apollinar Jaworski angelobt |
| Gniewosz-Olexow Wladimir              | Großgrundbesitz                           | Sanok                                                                                          | Galizien          | |
| Götz Leopold                          | Städte                                    | Nikolsburg, Auspitz, Göding, etc.                                                              | Mähren            | |
| Gold Josef                            | Städte                                    | Złoczów, Brody                                                                                 | Galizien          | am 25. September 1906 für Emil Byk angelobt |
| Gołuchowski Adam                      | Landgemeinden                             | Trembowla, Husiatyn                                                                            | Galizien          | |
| Górski Anton                          | Großgrundbesitz                           | Krakau                                                                                         | Galizien          | am 28. November 1905 für Wodzicki angelobt |
| Górski Peter                          | Großgrundbesitz                           | Neu-Sandec                                                                                     | Galizien          | |
| Grabmayr Karl                         | Großgrundbesitz                           |                                                                                                | Tirol             | |
| Grafinger Franz                       | Landgemeinden                             | Gmunden, Kirchdorf                                                                             | Oberösterreich    | |
| Gratzhofer Anton                      | Städte                                    | St. Veit, Feldkirchen, Friesach, etc.                                                          | Kärnten           | |
| Gregorčič Anton                       | Allgemeine Wählerklasse                   | Görz, Tolmein, Kirchheim, etc.                                                                 | Görz und Gradiska | |
| Grégr Eduard                          | Landgemeinden                             | Raudnitz, Laun, Melnik, etc.                                                                   | Böhmen            | |
| Grek Michael                          | Städte                                    | Rzeszów, Jaroslau                                                                              | Galizien          | |
| Größl Wenzel                          | Landgemeinden                             | Prachatitz, Winterberg, Wallern, etc.                                                          | Böhmen            | |
| Groß Gustav                           | Städte                                    | Iglau, Trebitsch, Groß-Meseritsch                                                              | Mähren            | |
| Günther Otto                          | Städte                                    | Bielitz, Schwarzwasser, Skotschau, etc.                                                        | Schlesien         | am 28. November 1905 für Haase angelobt |
| Haase Theodor                         | Städte                                    | Bielitz, Schwarzwasser, Skotschau, etc.                                                        | Schlesien         | am 23. Februar 1901 angelobt, im August 1905 ins Herrenhaus gewechselt |
| Hackelberg-Landau Rudolf Adam von     | Großgrundbesitz                           |                                                                                                | Steiermark        | am 2. Juni 1903 verstorben |
| Hagenhofer Franz                      | Landgemeinden                             | Hartberg, Weiz                                                                                 | Steiermark        | |
| Haider Josef                          | Allgemeine Wählerklasse                   | Salzburg, Golling, St. Johann, etc.                                                            | Salzburg          | |
| Hájek Max                             | Handels- und Gewerbekammer                | Pilsen                                                                                         | Böhmen            | |
| Hanich Alwin                          | Allgemeine Wählerklasse                   | Saaz, Kaaden, Preßnitz, etc.                                                                   | Böhmen            | |
| Hanisch Friedrich                     | Handels- und Gewerbekammer                | Graz                                                                                           | Steiermark        | |
| Hannich Josef                         | Allgemeine Wählerklasse                   | Reichenberg, Friedland, Gabel, etc.                                                            | Böhmen            | Mandatsverzicht in der Sitzung am 26. September 1905 verkündet |
| Hartig Franz                          | Fideikommissarischer Großgrundbesitz      |                                                                                                | Böhmen            | am 21. August 1903 verstorben |
| Hauck Wilhelm Philipp                 | Allgemeine Wählerklasse                   | Mies, Tuschkau, Staab, etc.                                                                    | Böhmen            | |
| Haueis Alois                          | Landgemeinden                             | Imst, Reutte, Landeck, etc.                                                                    | Tirol             | |
| Hayden von Dorff Siegmund Christoph   | Großgrundbesitz                           |                                                                                                | Oberösterreich    | |
| Heilinger Alois                       | Städte                                    | Wien (VIII. Bezirk)                                                                            | Niederösterreich  | am 20. Mai 1901 für Josef Schlesinger angelobt |
| Heimrich Johann                       | Landgemeinden                             | Boskowitz, Tischnowitz, Neustadtl                                                              | Böhmen            | |
| Heller Servác                         | Landgemeinden                             | Karolinenthal, Böhmisch-Brod                                                                   | Böhmen            | |
| Henzel Seweryn                        | Großgrundbesitz                           | Rohatyn                                                                                        | Galizien          | |
| Herold Josef                          | Städte                                    | Časlau, Kuttenberg, Chrudim, etc.                                                              | Böhmen            | am 20. März 1901 angelobt |
| Herold Josef                          | Städte                                    | Saaz, Postelberg, Brüx, etc.                                                                   | Böhmen            | am 21. Februar 1905 für Schücker angelobt |
| Herzmansky Richard                    | Landgemeinden                             | Troppau, Jägerndorf                                                                            | Schlesien         | |
| Herzog Josef                          | Allgemeine Wählerklasse                   | Trautenau, Hohenelbe, Rochlitz, etc.                                                           | Böhmen            | Mandatsniederlegung in der Sitzung am 6. Dezember 1901 verkündet |
| Hinterhuber Hermann                   | Handels- und Gewerbekammer                | Klagenfurt                                                                                     | Kärnten           | |
| Hirsch Gustav                         | Großgrundbesitz                           |                                                                                                | Schlesien         | |
| Hofer Hans                            | Landgemeinden                             | Neustadt, Baden, Neunkirchen                                                                   | Niederösterreich  | |
| Hofer Johann Laurenz                  |                                           |                                                                                                |                   | |
| Hofmann Franz                         | Städte / Handels- und Gewerbekammer       | Troppau / Troppau                                                                              | Schlesien         | Mandatsniederlegung in der Sitzung am 17. November 1904 verkündet |
| Hofmann von Wellenhof Paul            | Städte                                    | Graz (Innere Stadt)                                                                            | Steiermark        | |
| Hofmann Vinzenz                       | Landgemeinden                             | Mies, Bischofteinitz, Pfraumberg, etc.                                                         | Böhmen            | |
| Holanský Vojtěch                      | Allgemeine Wählerklasse                   | Tabor, Pilgram, Selčan, etc                                                                    | Böhmen            | |
| Holstein Eduard                       | Handels- und Gewerbekammer                | Eger                                                                                           | Böhmen            | |
| Holter Franz                          | Städte                                    | Wels, Lambach, Grieskirchen, etc.                                                              | Oberösterreich    | |
| Hormuzaki Alexander von               | Großgrundbesitz                           | II. Wahlkörper                                                                                 | Bukowina          | am 6. Dezember 1904 für Georg Wassilko von Serecki angelobt |
| Hortis Attilio                        | Allgemeine Wählerklasse                   |                                                                                                | Triest            | |
| Hořica Ignát                          | Städte                                    | Příbram, Birkenberg, Hořowitz etc.                                                             | Böhmen            | 1902 verstorben |
| Hovorka František                     | Landgemeinden                             | Reichenau, Senftenberg, Wildenschwert etc.                                                     | Böhmen            | am 16. Oktober 1906 verstorben |
| Hruban Mořic                          | Landgemeinden                             | Wallachisch-Meseritsch, Ungarisch-Brod, Mistek                                                 | Mähren            | |
| Hrubý Emanuel                         | Landgemeinden                             | Kolin, Poděbrad, Neu-Bydžow, etc                                                               | Böhmen            | |
| Hrubý von Geleny Josef                | Nichtfideikommissarischer Großgrundbesitz | Chrudim                                                                                        | Böhmen            | |
| Hrubý Věnceslav                       | Städte                                    | Schlan, Laun, Kladno, etc.                                                                     | Böhmen            | |
| Huber Franz                           | Landgemeinden                             | Hietzing, Bruck an der Leitha, Mödling, etc.                                                   | Niederösterreich  | |
| Huber Franz                           | Landgemeinden                             | Graz                                                                                           | Steiermark        | |
| Hübner Viktor                         | Städte                                    | Znaim, Datschitz, Jamnitz, etc.                                                                | Mähren            | am 27. April 1903 verstorben |
| Hueber Anton                          | Städte                                    | St. Johann, Wagrain, St. Veit, etc.                                                            | Salzburg          | |
| Hueter Heinrich                       | Städte / Handels- und Gewerbekammer       | Bregenz, Feldkirch, etc. / Feldkirch                                                           | Vorarlberg        | am 18. Dezember 1905 für Johann Drexel angelobt |
| Hybeš Josef                           | Allgemeine Wählerklasse                   | Stadt Brünn                                                                                    | Mähren            | |
| Iro Karl                              | Landgemeinden                             | Plan, Tepl, Tachau, etc.                                                                       | Böhmen            | |
| Isopescul Demeter                     | Allgemeine Wählerklasse                   | Radautz, Sereth, Storozynetz, etc.                                                             | Bukowina          | am 1. Mai 1901 verstorben |
| Ivčević Vicko                         | Landgemeinden                             | Spalato, S. Pietro, Lefina, etc,                                                               | Dalmatien         | |
| Jabłoński Wincenty                    | Allgemeine Wählerklasse                   | Sanok, Krosno, Jasło, etc.                                                                     | Galizien          | |
| Jäger Edmund                          | Städte                                    | Eger, Franzensbad, Asch, etc.                                                                  | Böhmen            | am 28. November 1905 für Ernst Bareuther angelobt |
| Jaksch von Wartenhorst Friedrich      | Nichtfideikommissarischer Großgrundbesitz | Reichenberg                                                                                    | Böhmen            | |
| Jaroš Jan                             | Landgemeinden                             | Königgrätz, Neustadt an der Mettau, Jaroměř, etc.                                              | Böhmen            | am 28. November 1903 verstorben |
| Jaworski Apolinary                    | Großgrundbesitz                           | Złoczów                                                                                        | Galizien          | am 24. Oktober 1904 verstorben |
| Jaworski Basil                        | Landgemeinden                             | Brzeżany, Rohatyn, Podhajce                                                                    | Galizien          | |
| Jelinek Josef                         | Handels- und Gewerbekammer                | Brünn                                                                                          | Böhmen            | am 2. Oktober 1905 für Friedrich Singer angelobt |
| Jędrzejowicz Adam                     | Großgrundbesitz                           | Rzeszów                                                                                        | Galizien          | |
| Kaftan Jan                            | Stadt                                     | Prag, Kleinseite, Hradschin, Josefstadt, etc.                                                  | Böhmen            | |
| Kaiser August                         | Landgemeinden                             | Freudenthal, Freiwaldau                                                                        | Schlesien         | |
| Kaizl Josef                           | Städte                                    | Karolinenthal, Smichow                                                                         | Böhmen            | am 19. August 1901 verstorben |
| Karbus Václav                         | Allgemeine Wählerklasse                   | Kolin, Böhmisch-Brod, Říčany                                                                   | Böhmen            | |
| Kasper Josef                          | Landgemeinden                             | Trautenau, Hohenelbe, Königinhof, etc.                                                         | Böhmen            | |
| Kathrein Theodor                      | Landgemeinden                             | Innsbruck, Sterzing                                                                            | Tirol             | |
| Kern Leopold                          | Allgemeine Wählerklasse                   | Steyr, Gmunden, Kirchdorf, etc.                                                                | Oberösterreich    | am 8. September 1903 verstorben |
| Khevenhüller-Metsch Alfred            | Großgrundbesitz                           |                                                                                                | Kärnten           | |
| Kielmansegg Karl                      | Großgrundbesitz                           |                                                                                                | Niederösterreich  | |
| Kienmann Emerich                      | Städte                                    | Neustadt, Neunkirchen, Pottendorf, etc.                                                        | Niederösterreich  | |
| Kindermann Franz                      | Städte                                    | Schluckenau, Hainsbach, Alt-Ehrenberg, etc.                                                    | Böhmen            | |
| Kink Julius                           | Handels- und Gewerbekammer                | Wien                                                                                           | Niederösterreich  | |
| Kitschelt Rudolf                      | Handels- und Gewerbekammer                | Wien                                                                                           | Niederösterreich  | |
| Kittel Franz                          | Landgemeinden                             | Saaz, Komotau, Brüx, etc.                                                                      | Böhmen            | am 5. Februar 1901 angelobt |
| Kittinger Karl                        | Landgemeinden                             | Zwettl, Waidhofen an der Thaya                                                                 | Niederösterreich  | |
| Klaić Peter                           | Allgemeine Wählerklasse                   | Zara, Pago, Arbe, etc.                                                                         | Dalmatien         | am 8. Februar 1901 angelobt |
| Kleewein Simon                        | Städte                                    | Krems, Stein, Mautern, etc.                                                                    | Niederösterreich  | |
| Klein von Wisenberg Hubert            | Großgrundbesitz                           |                                                                                                | Mähren            | |
| Klein Johann                          | Städte                                    | Weißkirchen, Leipnik, Bodenstadt, etc.                                                         | Mähren            | |
| Kliemann Franz                        | Landgemeinden                             | Karlsbad, Joachimsthal, Kaaden, etc.                                                           | Böhmen            | am 12. Juni 1905 verstorben |
| Klofáč Václav Jaroslav                | Allgemeine Wählerklasse                   | Leitomischl, Polička, Hlinsko, etc.                                                            | Böhmen            | |
| Klumpar Ladislav                      | Städte                                    | Příbram, etc.                                                                                  | Böhmen            | |
| König František                       | Landgemeinden                             | Příbram, Hořovic, Rokycan, etc.                                                                | Böhmen            | |
| Kolischer Henryk                      | Handels- und Gewerbekammer                | Brody                                                                                          | Galizien          | |
| Komorowski Stephan                    | Landgemeinden                             | Łańcut, etc,                                                                                   | Galizien          | |
| Kopp Josef                            | Städte                                    | Wien, I. Bezirk                                                                                | Niederösterreich  | am 22. Jänner 1907 verstorben |
| Korol Mychajło                        | Landgemeinden                             | Żółkiew, Sokal, Rawa                                                                           | Galizien          | |
| Korošec Anton                         | Allgemeine Wählerklasse                   | Cilli, etc.                                                                                    | Steiermark        | am 7. Juni 1906 für Josip Žičkar angelobt |
| Kos Andreas                           | Allgemeine Wählerklasse                   | Stryj, Turka, Żydaczów, etc.                                                                   | Galizien          | am 5. Februar 1901 angelobt |
| Koudela Josef                         | Landgemeinden                             | Brünn, Wischau                                                                                 | Mähren            | am 17. Oktober 1902 für Konrád Martínek angelobt |
| Kozłowski-Bolesta Wladimir            | Großgrundbesitz                           |                                                                                                | Galizien          | Mandatsniederlegung am 10. Juni 1902; Neuerliche Mandatsniederlegung am 16. Oktober 1902 nach Wiederwahl, am 24. März 1905 erneut für Eugenjusz Abrahamowicz angelobt                                                       |
| Kramář Karel                          | Städte                                    | Tábor, Patzau, Kamenic, etc.                                                                   | Böhmen            | |
| Kratochvíl František                  | Allgemeine Wählerklasse                   | Pisek, Mirovic, Vodňany, etc.                                                                  | Böhmen            | |
| Krempa Franciszek                     |                                           | Ropczyce, Mielec, Tarnobrzeg                                                                   | Galizien          | |
| Królikowski Hugo                      | Städte                                    | Przemyśl, Gródek                                                                               | Galizien          | |
| Krützner Peter                        | Landgemeinden                             | Böhmisch-Leipa, etc.                                                                           | Böhmen            | am 17. November 1904 für Wilhelm Niesig angelobt |
| Kubik Jan                             | Landgemeinden                             | Biała, Saybusch                                                                                | Galizien          | |
| Kubr Stanislav                        | Landgemeinden                             | Smíchov, Rakonic                                                                               | Böhmen            | |
| Kübeck Max                            | Großgrundbesitz                           |                                                                                                | Mähren            | |
| Kühschelm Josef                       | Landgemeinden                             | Korneuburg, Floridsdorf, Stockerau, etc.                                                       | Niederösterreich  | |
| Kulp Vojtěch                          | Städte                                    | Kremsier, Ung.-Hradisch, Ung.-Ostrau, etc.                                                     | Mähren            | |
| Kurz Vilém                            | Städte                                    | Pisek, Taus, Klattau, etc.                                                                     | Böhmen            | am 6. März 1902 verstorben |
| Kutscher Franz                        | Landgemeinden                             | Leitmeritz, Wegstädtl, Aussig                                                                  | Böhmen            | |
| Kvekić Radoslav                       | Landgemeinden                             | Cattaro                                                                                        | Dalmatien         | am 5. Februar 1901 angelobt |
| Lamberg Karl                          | Großgrundbesitz                           |                                                                                                | Steiermark        | am 17. November 1903 für Rudolf Hackelberg-Landau angelobt |
| Lang Hynek                            | Landgemeinden                             | Tabor, Pilgram                                                                                 | Böhmen            | |
| Larisch-Mönnich Hans                  | Großgrundbesitz                           |                                                                                                | Schlesien         | am 19. April 1904 für Ernst Sedlnitzky angelobt |
| Lažanský Johann                       | Nichtfideikommissarischer Großgrundbesitz |                                                                                                | Böhmen            | |
| Lecher Otto                           | Städte                                    | Brünn                                                                                          | Mähren            | |
| Lenassi Alfredo                       | Städte / Handels- und Gewerbekammer       | Görz, Cormons, Gradisca / Görz                                                                 | Görz und Gradiska | |
| Licht Stephan                         | Handels- und Gewerbekammer                | Brünn                                                                                          | Mähren            | |
| Liechtenstein Aloys, Prinz von und zu | Städte                                    | Wien, XVI. bis XIX. Bezirk                                                                     | Niederösterreich  | |
| Liharzik Franz                        | Handels- und Gewerbekammer                | Leoben                                                                                         | Steiermark        | am 30. Jänner 1906 für Rudolf Pfaffinger angelobt |
| Lilgenau Karl                         | Fideikommissarischer Großgrundbesitz      |                                                                                                | Böhmen            | am 4. November 1901 für Ludwig Belcredi angelobt |
| Lindner Heinrich                      | Städte                                    | Jägerndorf, Olbersdorf, Freiwaldau, etc.                                                       | Schlesien         | |
| Löcker Julius                         | Städte                                    | Linz, Urfahr, Ottensheim, etc.                                                                 | Oberösterreich    | |
| Loser Franz                           | Allgemeine Wählerklasse                   | Bregenz, Feldkirch, Bludenz                                                                    | Vorarlberg        | |
| Loula Karel                           | Landgemeinden                             | Selčan, Mühlhausen, Beneschau, etc.                                                            | Böhmen            | |
| Ludwigstorff Anton                    | Großgrundbesitz                           |                                                                                                | Niederösterreich  | |
| Lueger Karl                           | Allgemeine Wählerklasse                   | Wien, Bezirke V, VI, XII und XIII                                                              | Niederösterreich  | |
| Luksch Josef                          | Landgemeinden                             | Znaim, Datschitz, Nikolsburg, etc.                                                             | Mähren            | |
| Lupu Florian                          | Landgemeinden                             | Czernowitz, Storozynetz, Sereth, etc.                                                          | Bukowina          | Mandatsniederlegung in der Sitzung am 5. Juli 1905 verkündet |
| Lupul Johann                          | Landgemeinden                             | Radautz, Suczawa, Kimpolung                                                                    | Bukowina          | |
| Maffei Giacinto                       | Landgemeinden                             | Roverto, Riva, Tione, etc.                                                                     | Tirol             | |
| Małachowski Godzimir                  | Handels- und Gewerbekammer                | Lemberg                                                                                        | Galizien          | am 30. November 1904 für Jakob Piepes-Poratyński angelobt |
| Malfatti Valeriano                    | Städte / Handels- und Gewerbekammer       | Roverto, Mori, Arco, etc. / Roverto                                                            | Tirol             | |
| Malik Vinzenz                         | Städte                                    | Leibnitz, Ehrenhausen, Straß, etc.                                                             | Steiermark        | |
| Mandyczewski Kornel                   | Landgemeinden                             | Stanislau, Bohorodczany, Tlumacz                                                               | Galizien          | am 4. Juni 1901 angelobt |
| Marchet Gustav                        | Städte                                    | Baden, Mödling, Perchtoldsdorf, etc.                                                           | Niederösterreich  | |
| Martínek Konrád                       | Landgemeinden                             | Brünn, Wischau                                                                                 | Mähren            | Mandatsverzicht in der Sitzung am 16. Oktober 1902 verkündet |
| Marzani Albert                        | Großgrundbesitz                           |                                                                                                | Tirol             | |
| Maštálka Jindřich                     | Städte                                    | Jičín, Sobotka, Unter-Bautzen, etc.                                                            | Böhmen            | |
| Mauroner Leopold                      | Städte                                    | Triest / 4. Wahlkörper                                                                         | Triest            | |
| Mayer Johann                          | Allgemeine Wählerklasse                   | Korneuburg, Floridsdorf, Stockerau, etc.                                                       | Niederösterreich  | |
| Mayreder Rudolf                       | Städte                                    | Wien, IV. und X. Bezirk                                                                        | Niederösterreich  | |
| Mazorana Luigi                        | Städte                                    | Triest / 2. Und 3. Wahlkörper                                                                  | Triest            | |
| Menger Max                            | Städte                                    | Neutitschein, Stramberg, Freiberg, etc.                                                        | Mähren            | |
| Mensdorff-Pouilly Alfons Friedrich    | Fideikommissarischer Großgrundbesitz      |                                                                                                | Böhmen            | |
| Merunowicz Theophil                   | Landgemeinden                             | Lemberg. Grodek, Jaworow                                                                       | Galizien          | |
| Mettal von Frivald Otto               | Nichtfideikommissarischer Großgrundbesitz |                                                                                                | Böhmen            | |
| Michejda Jan                          | Landgemeinden                             | Teschen, Freistadt, Bielitz, etc.                                                              | Schlesien         | |
| Morpurgo Peter                        | Handels- und Gewerbekammer                | Triest                                                                                         | Triest            | am 24. April 1906 für Cesare de Combi angelobt |
| Morsey Franz                          | Allgemeine Wählerklasse                   | Feldbach, Radkersburg, Leibnitz, etc.                                                          | Steiermark        | |
| Moscon Alfred                         | Großgrundbesitz                           |                                                                                                | Steiermark        | |
| Mosdorfer Franz                       | Städte                                    | Hartberg, Friedberg, Pöllau, etc.                                                              | Steiermark        | |
| Moysa-Rosochacki Stefan               | Allgemeine Wählerklasse                   | Kolomea, Nadworna, Bohorodczany, etc.                                                          | Galizien          | |
| Niementowski Thaddäus                 | Allgemeine Wählerklasse                   | Tarnopol, Zbaraż, Złoczów                                                                      | Galizien          | |
| Niesig Wilhelm                        | Landgemeinden                             | Böhmisch-Leipa, Gabel, Dauba, etc.                                                             | Böhmen            | 1904 verstorben |
| Nitsche Friedrich                     | Städte                                    | Krumau, Kaplitz, Gratzen, etc.                                                                 | Böhmen            | |
| Noske Konstantin                      | Städte                                    | Wien, I. Bezirk                                                                                | Niederösterreich  | |
| Novotný Franz                         | Städte                                    | Prag, Neustadt                                                                                 | Böhmen            | am 15. Juni 1906 für Ferdinand Pantůček angelobt |
| Nowak Gustav                          | Landgemeinden                             | Tetschen, Rumburg, Zwickau, etc.                                                               | Böhmen            | |
| Oberndorfer Johann                    | Landgemeinden                             | Amstetten, Scheibbs                                                                            | Niederösterreich  | |
| Offermann Karl                        | Handels- und Gewerbekammer                | Brünn                                                                                          | Mähren            | am 4. März 1903 für Rudolf Auspitz angelobt, Mandatsniederlegung am 9. Dezember 1904 verkündet |
| Ofner Julius                          | Städte                                    | Wien, I. Bezirk                                                                                | Niederösterreich  | |
| Olszewski Michał Józef                | Landgemeinden                             | Bochnia, Brzesko                                                                               | Galizien          | |
| Onciul Aurel                          | Landgemeinden                             | Czernowitz, Storozynetz                                                                        | Bukowina          | am 28. November 1905 für Florian Lupu angelobt |
| Opydo Franz                           | Landgemeinden                             | Wadowice, Myślenice                                                                            | Galizien          | |
| Pabstmann Gustav Ludwig               | Großgrundbesitz                           |                                                                                                | Böhmen            | Mandatsniederlegung in der Sitzung am 16. Oktober 1902 verkündet |
| Pacák Bedřich                         | Landgemeinden                             | Čáslav, Kuttenberg, Chotěboř                                                                   | Böhmen            | |
| Pacher Raphael                        | Städte                                    | Karlsbad, Joachimsthal, Kaaden, etc.                                                           | Böhmen            | |
| Pálffy von Erdöd Eduard               | Nichtfideikommissarischer Großgrundbesitz | Prag                                                                                           | Böhmen            | |
| Pantůček Ferdinand                    | Städte                                    | Prag, Neustadt                                                                                 | Böhmen            | Mandatsniederlegung in der Sitzung am 6. März 1906 verkündet |
| Parish von Senftenberg Oskar          | Nichtfideikommissarischer Großgrundbesitz | Chrudim                                                                                        | Böhmen            | |
| Pastor Leo                            | Landgemeinden                             | Jasło, Gorlice, Krosno                                                                         | Galizien          | |
| Pattai Robert                         | Städte                                    | Wien, VI. Bezirk                                                                               | Niederösterreich  | |
| Pemsel Ferdinand                      | Allgemeine Wählerklasse                   | Znaim, Mährisch-Budwitz, Datschitz, etc.                                                       | Mähren            | am 27. Juni 1905 verstorben |
| Perathoner Julius                     | Städte / Handels- und Gewerbekammer       | Bozen, Meran, Glurns / Bozen                                                                   | Tirol             | |
| Pergelt Anton                         | Städte                                    | Rumburg, Schönlinde, Warnsdorf, etc.                                                           | Böhmen            | |
| Perić Josip Vergilij                  | Landgemeinden                             | Sign, Imoschi, Macarsca                                                                        | Dalmatien         | |
| Pernerstorfer Engelbert               | Allgemeine Wählerklasse                   | Wiener-Neustadt, Baden, Mödling, etc.                                                          | Niederösterreich  | |
| Peschka Franz                         | Landgemeinden                             | Leitomischl, Polička, Landskron, etc.                                                          | Böhmen            | |
| Petelenz Ignacy Leonard               | Städte                                    | Krakau                                                                                         | Galizien          | am 17. Oktober 1901 für Ferdynand Weigel angelobt |
| Pfaffinger Rudolf                     | Handels- und Gewerbekammer                | Leoben                                                                                         | Steiermark        | am 16. Juni 1902 für Fran Endres angelobt |
| Pfeifer Wilhelm                       | Landgemeinden                             | Rudolswerth, Gurkfeld, Tschernembl                                                             | Krain             | |
| Piepes-Poratyński Jakob               | Handels- und Gewerbekammer                | Lemberg                                                                                        | Galizien          | 1904 verstorben |
| Piętak Leonard                        | Städte                                    | Lemberg                                                                                        | Galizien          | |
| Pihuliak Hierotheus                   | Allgemeine Wählerklasse                   | Czernowitz, Kotzmann, Wyżnica                                                                  | Bukowina          | |
| Piniński Miecislaus                   | Allgemeine Wählerklasse                   | Borszczów, Zaleszczyki, Czortków, etc.                                                         | Galizien          | |
| Piniński Stanislaus                   | Großgrundbesitz                           |                                                                                                | Galizien          | |
| Pitacco Giorgio                       | Städte                                    | Triest, 1. Wahlkörper                                                                          | Triest            | |
| Plaček Boleslav                       | Städte                                    | Leitomischl, Polička, Wildenschwert, etc.                                                      | Böhmen            | am 5. Februar 1901 angelobt |
| Plantan Ivan                          | Städte                                    | Rudolswerth, Gurkfeld, Weixelburg                                                              | Krain             | |
| Plass Johann                          | Landgemeinden                             | Linz, Steyr                                                                                    | Oberösterreich    | |
| Ploj Friedrich                        | Landgemeinden                             | Pettau, Rohitsch, Luttenberg                                                                   | Steiermark        | |
| Pogačnik Jožef                        | Landgemeinden                             | Krainburg, Stein, Radmannsdorf                                                                 | Krain             | |
| Polesini Benedetto                    | Großgrundbesitz                           |                                                                                                | Istrien           | |
| Pommer Josef                          | Städte                                    | Cilli, Sachsenfeld, Weitenstein, etc.                                                          | Steiermark        | |
| Poniński von Łodzia Alexander         | Großgrundbesitz                           | Jaworów                                                                                        | Galizien          | am 3. März 1903 für Wladimir Kozlowski-Bolesta angelobt |
| Popoviči Constantin                   | Großgrundbesitz                           | erster Wahlkörper                                                                              | Bukowina          | am 28. März 1903 für Wladimir von Repta angelobt |
| Popowski Josef                        | Großgrundbesitz                           | Bochnia                                                                                        | Galizien          | |
| Posch Alois                           | Landgemeinden                             | Bruck, Leoben                                                                                  | Steiermark        | |
| Pospíšil Jan                          | Landgemeinden                             | Iglau, Trebitsch, Groß-Meseritsch                                                              | Mähren            | |
| Potocki Johann                        | Landgemeinden                             | Sanok, Brzozów, Lisko                                                                          | Galizien          | |
| Potoczek Jan                          | Landgemeinden                             | Neu-Sandec, Limanowa, Neumarkt, etc.                                                           | Galizien          | |
| Povše Franc                           | Landgemeinden                             | Gottschee, Treffen, Ratschach                                                                  | Krain             | |
| Prade Heinrich                        | Städte                                    | Reichenberg                                                                                    | Böhmen            | |
| Prášek Karel                          | Landgemeinden                             | Jungbunzlau, Nimburg, Turnau, etc.                                                             | Böhmen            | |
| Pražák Otakar                         | Landgemeinden                             | Auspitz, Gaya                                                                                  | Mähren            | |
| Primavesi Robert                      | Handels- und Gewerbekammer                | Olmütz                                                                                         | Mähren            | |
| Prochazka Julius                      | Allgemeine Wählerklasse                   | Wien, Bezirke III, IV, X und XI                                                                | Niederösterreich  | |
| Radimský Johann                       | Großgrundbesitz                           |                                                                                                | Böhmen            | am 5. Februar 1901 angelobt |
| Rapoport von Porada Arnold            | Handels- und Gewerbekammer                | Krakau                                                                                         | Galizien          | |
| Rataj Jan                             | Landgemeinden                             | Pisek, Strakonitz, Wolin, etc.                                                                 | Böhmen            | |
| Redl Johann                           | Städte                                    | Steyr, Sierning, Sierningshofen, etc.                                                          | Oberösterreich    | am 5. Februar 1901 angelobt, am 2. August 1902 verstorben |
| Reicher Heinrich                      | Städte                                    | Judenburg, Neumarkt, Murau, etc.                                                               | Steiermark        | Mandatsverzicht in der Sitzung am 17. Oktober 1901 verkündet |
| Reichstädter František                | Allgemeine Wählerklasse                   | Wallachisch-Meseritsch, Mistek, Holleschau, etc.                                               | Böhmen            | |
| Reidlinger Josef                      | Landgemeinden                             | Mistelbach, Groß-Enzersdorf                                                                    | Niederösterreich  | am 15. Mai 1906 für Johann Schreiber angelobt |
| Repta Basil von                       | Großgrundbesitz                           | erster Wahlkörper                                                                              | Bukowina          | |
| Resel Hans                            | Landgemeinden                             | Bruck an der Mur, Leoben                                                                       | Steiermark        | am 3. Mai 1905 für Alois Posch angelobt |
| Rieger Eduard                         | Allgemeine Wählerklasse                   | Schönberg, Römerstadt, Hohenstadt, etc.                                                        | Mähren            | |
| Rizzi Lodovico                        | Landgemeinden                             | Parenzom Capo d'Istria, Dignano, etc.                                                          | Istrien           | |
| Robič Franc                           | Landgemeinden                             | Marburg, Gonobitz, Windischgratz                                                               | Steiermark        | |
| Romanczúk Juljan                      | Landgemeinden                             | Kałusz, Dolina, Bóbrka                                                                         | Galizien          | |
| Romanowicz Thaddäus                   | Städte                                    | Lemberg                                                                                        | Galizien          | Mandatsverzicht in der Sitzung am 18. Februar 1902 verkündet |
| Rosenzweig Leon                       | Handels- und Gewerbekammer                | Czernowitz                                                                                     | Bukowina          | |
| Roszkowski Gustav                     | Städte                                    | Sambor, Stryj, Drohobycz                                                                       | Galizien          | |
| Rotter Jan                            | Städte                                    | Krakau                                                                                         | Galizien          | am 21. Juli 1906 verstorben |
| Rozkošný Jan                          | Landgemeinden                             | Ungarisch-Hradisch, Holleschau                                                                 | Mähren            | |
| Ryba Vilém                            | Städte                                    | Wittingau, Neuhaus, Soběslau                                                                   | Böhmen            | |
| Ryšánek Bohumil                       | Handels- und Gewerbekammer                | Prag                                                                                           | Böhmen            | am 15. Februar 1905 für Vaclav Sehnal angelobt |
| Sajfert Franz                         | Nichtfideikommissarischer Großgrundbesitz | Chrudim                                                                                        | Böhmen            | am 3. Dezember 1902 für Johann Radimský angelobt |
| Sapieha Paul                          | Allgemeine Wählerklasse                   | Brody, Kamionka, Żółkiew, etc.                                                                 | Galizien          | am 5. Februar 1901 angelobt |
| Scaramangà von Altomonte Johann       | Städte                                    | Triest, 1. Wahlkörper                                                                          | Triest            | am 24. Jänner 1905 für Josef Acquaroli angelobt, Mandatsniederlegung in der Sitzung am 29. September 1905 verkündet |
| Schachinger Georg                     | Landgemeinden                             | Rohrbach, Urfahr                                                                               | Oberösterreich    | |
| Schalk Anton                          | Städte                                    | Mies, Kladrau, Tachau, etc.                                                                    | Böhmen            | |
| Scheicher Josef                       | Allgemeine Wählerklasse                   | St. Pölten, Lilienfeld, Tulln, etc.                                                            | Niederösterreich  | |
| Schlegel Josef                        | Allgemeine Wählerklasse                   | Linz, Urfahr, Freistadt, etc.                                                                  | Oberösterreich    | |
| Schlesinger Josef                     | Städte                                    | Wien, VIII. Bezirk                                                                             | Niederösterreich  | am 10. April 1901 verstorben |
| Schneider Ernst                       | Städte                                    | Wien, Xi. bis XV. Bezirk                                                                       | Niederösterreich  | |
| Schönerer Georg                       | Landgemeinden                             | Eger, Asch, Graslitz, etc.                                                                     | Böhmen            | am 8. Februar 1901 angelobt |
| Schöpfer Aemilian                     | Landgemeinden                             | Bruneck, Brixen, Lienz, etc.                                                                   | Tirol             | |
| Schoiswohl Michael                    | Allgemeine Wählerklasse                   | Bruck, Mariazell, Leoben, etc.                                                                 | Steiermark        | |
| Schraffl Josef                        | Allgemeine Wählerklasse                   | Bozen, Meran, Schlanders, etc.                                                                 | Tirol             | |
| Schreiber Johann                      | Landgemeinden                             | Mistelbach, Groß-Enzersdorf                                                                    | Niederösterreich  | am 12. Februar 1901 angelobt |
| Schreiter Franz                       | Allgemeine Wählerklasse                   | Leitmeritz, Aussig, Tetschen, etc.                                                             | Böhmen            | |
| Schreiner Gustav                      | Allgemeine Wählerklasse                   | Budweis, Neuhaus, Neubistritz, etc.                                                            | Böhmen            | |
| Schrott Christian                     | Städte                                    | Brixen, Sterzing, Kaltern, etc.                                                                | Tirol             | |
| Schücker Zdenko                       | Städte                                    | Saaz, Postelberg, Brüx, etc.                                                                   | Böhmen            | am 4. Dezember 1904 verstorben |
| Schuhmeier Franz                      | Allgemeine Wählerklasse                   | Wien, Bezirke XVI-XIX                                                                          | Niederösterreich  | |
| Schwarz František                     | Städte                                    | Pilsen                                                                                         | Böhmen            | Mandatsverzicht in der Sitzung am 17. November 1903 verkündet |
| Schwarzenberg Friedrich               | Städte                                    | Budweis                                                                                        | Böhmen            | |
| Schwegel Josef                        | Großgrundbesitz                           |                                                                                                | Krain             | |
| Schweiger Alois                       | Landgemeinden                             | Leibnitz, Deutsch-Landsberg                                                                    | Steiermark        | |
| Sedlnitzky Ernst                      | Großgrundbesitz                           |                                                                                                | Schlesien         | am 30. Jänner 1904 verstorben |
| Sehnal Augustin                       | Allgemeine Wählerklasse                   | Olmütz, Sternberg, Weißkirchen, etc.                                                           | Mähren            | |
| Sehnal Václav                         | Handels- und Gewerbekammer                | Prag                                                                                           | Böhmen            | am 17. Jänner 1905 verstorben |
| Seidel Anton                          | Landgemeinden                             | Neutitschein, Weißkirchen, mährischen Enklaven der Gerichtsbezirke Hotzenplotz und Hennersdorf | Mähren            | |
| Seifriz Friedrich                     | Landgemeinden                             | Klagenfurt, Völkermarkt                                                                        | Kärnten           | am 28. November 1905 für Anton Tscharre angelobt |
| Seinfeld Nathan                       | Städte                                    | Kołomyja, Śniatyn, Buczacz                                                                     | Galizien          | |
| Seitz Karl                            | Städte                                    | Korneuburg, Floridsdorf, Stockerau, etc.                                                       | Niederösterreich  | |
| Serényi Otto                          | Großgrundbesitz                           |                                                                                                | Mähren            | |
| Siegmund Adolf                        | Handels- und Gewerbekammer                | Reichenberg                                                                                    | Böhmen            | |
| Silli Giuseppe                        | Städte                                    | Trient, Cles, Fondo, etc.                                                                      | Tirol             | am 30. November 1905 für Antonio Tambosi angelobt |
| Singer Friedrich                      | Handels- und Gewerbekammer                | Brünn                                                                                          | Mähren            | am 24. Jänner 1905 für Karl Offermann angelobt, am 16. Juni 1905 verstorben |
| Skála Eduard                          | Städte                                    | Olmütz, Proßnitz, Deutsch-Brodek                                                               | Mähren            | |
| Skedl Arthur                          | Städte                                    | Suczawa, Sereth, Radautz                                                                       | Bukowina          | |
| Skene Alfred                          | Großgrundbesitz                           |                                                                                                | Mähren            | |
| Skrnensky-Hrzystie Anton              | Großgrundbesitz                           |                                                                                                | Niederösterreich  | |
| Sláma František                       | Städte                                    | Königgrätz, Nachod, Neustadt, Dobruška, etc.                                                   | Böhmen            | |
| Sobotka Antonín                       | Städte                                    | Kolin, Poděbrad, Kouřim                                                                        | Böhmen            | am 9. Februar 1906 für Josef Fořt angelobt |
| Sokol Josef                           | Städte                                    | Pardubitz, Holic, Chotzen, etc.                                                                | Böhmen            | |
| Sołtysik Tomasz                       | Städte                                    | Krakau                                                                                         | Galizien          | |
| Sommer Rudolf                         | Städte / Handels- und Gewerbekammer       | Troppau                                                                                        | Schlesien         | am 24. Jänner 1905 für Franz Hofmann angelobt |
| Soukup Martin                         | Landgemeinden                             | Krumau, Kaplitz, Neuhaus                                                                       | Böhmen            | |
| Sozański Stanislaus                   | Großgrundbesitz                           | Sambor                                                                                         | Galizien          | |
| Spens Emanuel                         | Großgrundbesitz                           |                                                                                                | Schlesien         | |
| Spinčić Vjekoslav                     | Landgemeinden                             | Pisino, Volosca, Veglia, etc.                                                                  | Istrien           | |
| Staněk František                      | Landgemeinden                             | Deutschbrod, Polna                                                                             | Böhmen            | am 8. März 1904 für Eduard Brzorád angelobt |
| Starzeński Henryk                     | Landgemeinden                             | Stryj, Żydaczów, Drohobycz, etc.                                                               | Galizien          | am 2. Dezember 1902 angelobt |
| Starzyński Stanisław                  | Großgrundbesitz                           | Żółkiew                                                                                        | Galizien          | |
| Stein Franz                           | Allgemeine Wählerklasse                   | Eger, Asch, Graslitz, etc.                                                                     | Böhmen            | |
| Steiner Leopold                       | Städte                                    | Wien, III. Bezirk                                                                              | Niederösterreich  | |
| Steinwender Otto                      | Städte                                    | Villach, Hermagor, Bleiberg, etc.                                                              | Kärnten           | |
| Sternberg Adalbert                    | Landgemeinden                             | Königgrätz, Jaroměř, Neustadt, etc.                                                            | Böhmen            | am 8. März 1904 für Jan Jaroš angelobt |
| Stojałowski Stanisław                 | Städte                                    | Tarnow, Bochnia                                                                                | Galizien          | am 2. Februar 1906 verstorben |
| Stojan Antonín Cyril                  | Allgemeine Wählerklasse                   | Ungarisch-Hradisch, Ungarisch-Brod, Kremsier, etc.                                             | Mähren            | |
| Stránský Adolf                        | Städte                                    | Neustadtl, Bystritz, Saar, etc.                                                                | Mähren            | |
| Straucher Benno                       | Städte                                    | Czernowitz                                                                                     | Bukowina          | |
| Strobach Josef                        | Städte                                    | Wien, V. Bezirk                                                                                | Niederösterreich  | am 8. Februar 1901 angelobt, am 10. Mai 1905 verstorben |
| Struszkiewicz Ladislaus               | Großgrundbesitz                           | Tarnow, Bochnia                                                                                | Galizien          | |
| Stürgkh Karl                          | Großgrundbesitz                           |                                                                                                | Steiermark        | |
| Sturm Josef                           | Städte                                    | Wien, V. Bezirk                                                                                | Niederösterreich  | am 28. November 1905 für Josef Strobach angelobt |
| Stwiertnia Paul                       | Städte                                    | Stanislau, Tysmienica                                                                          | Galizien          | |
| Svozil Josef                          | Landgemeinden                             | Littau, Mährisch-Trübau, Hohenstadt                                                            | Mähren            | |
| Sylva-Tarouca Ernst                   | Fideikommissarischer Großgrundbesitz      |                                                                                                | Böhmen            | |
| Sylvester Julius                      | Städte / Handels- und Gewerbekammer       | Salzburg                                                                                       | Salzburg          | |
| Szajer Thomas                         | Landgemeinden                             | Rzeszów, Kolbuszowa                                                                            | Galizien          | |
| Szeptycki Kasimir                     | Großgrundbesitz                           | Przemyśl                                                                                       | Galizien          | |
| Šílený Václav                         | Allgemeine Wählerklasse                   | Iglau, Trebitsch, Groß-Meseritsch                                                              | Mähren            | |
| Špindler Ervin                        | Städte                                    | Jungbunzlau, Turnau, Münchengrätz, etc.                                                        | Böhmen            | |
| Šrámek František                      | Allgemeine Wählerklasse                   | Jungbunzlau, Benatek, Turnau, etc.                                                             | Böhmen            | |
| Šuklje Fran                           | Landgemeinden                             | Laibach                                                                                        | Krain             | am 23. September 1903 für Ivan Vencajz angelobt |
| Šulc Wenzel                           | Nichtfideikommissarischer Großgrundbesitz | Prag                                                                                           | Böhmen            | |
| Šupuk Anton                           | Städte / Handels- und Gewerbekammer       | Zara, Sebenico, Lesina, etc. / Zara                                                            | Dalmatien         | im Mai 1904 verstorben |
| Šušteršić Ivan                        | Allgemeine Wählerklasse                   | Laibach, Ober-Laibach, Reifnitz, etc.                                                          | Krain             | |
| Tambosi Antonio                       | Städte                                    | Trient, Cles, Fondo, etc.                                                                      | Tirol             | Mandatsniederlegung in der Sitzung am 26. September 1905 verkündet |
| Tavčar Ivan                           | Städte / Handels- und Gewerbekammer       | Laibach                                                                                        | Krain             | |
| Graf von Terlago Robert               | Großgrundbesitz                           | zweiter Wahlkörper                                                                             | Tirol             | |
| Tersch Emil                           | Großgrundbesitz                           |                                                                                                | Mähren            | |
| Thurnher Martin                       | Landgemeinden                             | Feldkirch, Bludenz                                                                             | Vorarlberg        | |
| Tollinger Johann                      | Landgemeinden                             | Schwaz, Kufstein, Kitzbichl                                                                    | Tirol             | |
| Trafojer Josef                        | Landgemeinden                             | Bozen, Meran                                                                                   | Tirol             | am 26. Februar 1901 für Josef Di Pauli angelobt |
| Trapp Gotthard                        | Großgrundbesitz                           | zweiter Wahlkörper                                                                             | Tirol             | |
| Trautmansdorff Ferdinand              | Fideikommissarischer Großgrundbesitz      |                                                                                                | Böhmen            | am 17. November 1903 für Franz Hartig angelobt |
| Treuinfels Leo Maria                  | Großgrundbesitz                           | erster Wahlkörper                                                                              | Tirol             | |
| Tschan Josef                          | Städte                                    | Tetschen, Bodenbach, Beusen, etc.                                                              | Böhmen            | |
| Tscharre Anton                        | Landgemeinden                             | Klagenfurt, Völkermarkt                                                                        | Kärnten           | |
| Tschernigg Johann                     | Landgemeinden                             | St. Veit, Wolfsberg                                                                            | Kärnten           | am 24. März 1906 verstorben |
| Tyszkowski Paweł                      | Landgemeinden                             | Przemyśl, Dobromil, Mościska                                                                   | Galizien          | |
| Udržal František                      | Landgemeinden                             | Chrudim, Pardubic                                                                              | Böhmen            | |
| Unterladstätter Alois                 | Landgemeinden                             | Salzburg, Golling                                                                              | Salzburg          | |
| Urban Karl                            | Handels- und Gewerbekammer                | Reichenberg                                                                                    | Böhmen            | |
| Veleba Vilém                          | Allgemeine Wählerklasse                   | Znaim, Mährisch-Budwitz, Datschitz, etc.                                                       | Mähren            | am 28. November 1905 für Ferdinand Pemsl angelobt |
| Vencajz Ivan                          | Landgemeinden                             | Laibach, Littai, Reifnitz                                                                      | Krain             | Mandatsverzicht in der Sitzung am 24. Juni 1903 verkündet |
| Verzegnassi Francesco                 | Großgrundbesitz                           |                                                                                                | Görz und Gradiska | |
| Vetter von der Lilie Moritz           | Großgrundbesitz                           |                                                                                                | Mähren            | |
| Voelkl Wilhelm                        | Städte                                    | St. Pölten, Scheibbs, Klosterneuburg, etc.                                                     | Niederösterreich  | |
| Vogler Ludwig                         | Städte                                    | Wien, II. Bezirk                                                                               | Niederösterreich  | |
| Voušek Franz                          | Landgemeinden                             | Cilli, Rann                                                                                    | Steiermark        | am 20. Juli 1906 für Hugo Berks angelobt |
| Vujatovic-Šarov Andreas               | Landgemeinden                             | Sebenico, Berlicca, Knin                                                                       | Dalmatien         | |
| Vuković von Vučyidol Anton            | Allgemeine Wählerklasse                   | Spalato, Brazzo, Lesina, etc.                                                                  | Dalmatien         | |
| Vychodil Josef                        | Landgemeinden                             | Kremsier, Prerau, Proßnitz                                                                     | Mähren            | |
| Wagner Franz                          | Landgemeinden                             | Feldbach, Radkersburg                                                                          | Steiermark        | |
| Walewski-Colonna Johann               | Allgemeine Wählerklasse                   | Stanislau, Tłumacz, Buczacz, Rohatyn, Podhajce etc.                                            | Galizien          | Mandatsverzicht in der Sitzung am 19. Juni 1905 verkündet |
| Walz Anton                            | Städte                                    | Bruck, Kapfenberg, Kindberg, etc.                                                              | Steiermark        | am 5. April 1906 verstorben |
| Wassilko von Serecki, Graf, Georg     | Großgrundbesitz                           | zweiter Wahlkörper                                                                             | Bukowina          | Nach Berufung in das Herrenhaus 1904 ausgeschieden |
| Wassilko, Ritter von, Nikolaus        | Landgemeinden                             | Wyżnica, Kotzmann                                                                              | Bukowina          | |
| Wastian Heinrich                      | Städte                                    | Marburg, Windisch-Feistritz, Windisch-Grätz                                                    | Steiermark        | am 26. September 1905 für Eduard Wolffhardt angelobt |
| Weigel Ferdynand                      | Städte                                    | Krakau                                                                                         | Galizien          | am 28. Juni 1901 verstorben |
| Weiser Heinrich                       | Landgemeinden                             | Złoczów, Przemyślany                                                                           | Galizien          | |
| Weiskirchner Richard                  | Städte                                    | Wien, IX. Bezirk                                                                               | Niederösterreich  | |
| Wenger Josef                          | Landgemeinden                             | Wels, Vöcklabruck, etc.                                                                        | Oberösterreich    | am 12. Jänner 1903 verstorben |
| Wernisch Ambros                       | Landgemeinden                             | Spittal, Hermagor                                                                              | Kärnten           | |
| Widmann-Sedlnitzky Anton              | Großgrundbesitz                           |                                                                                                | Mähren            | |
| Wielowieyski Heinrich                 | Großgrundbesitz                           | Kołomyja                                                                                       | Galizien          | |
| Wierzchowski Hieronim                 | Allgemeine Wählerklasse                   | Stanislau, Tłumacz, Buczacz, Rohatyn, Podhajce etc.                                            | Galizien          | am 28. November 1905 für Johann Walewski-Colonna angelobt |
| Wilhelm Otto                          | Allgemeine Wählerklasse                   | Graz, innere Stadt und Vorstädte                                                               | Steiermark        | |
| Wilk Andreas                          | Allgemeine Wählerklasse                   | Jaroslau, Lancut, Cieszanow, etc.                                                              | Galizien          | am 5. Februar 1901 angelobt |
| Winter Hans                           | Städte                                    | Ried, Haag, Obernberg, etc.                                                                    | Oberösterreich    | |
| Włazowski Thomas                      | Landgemeinden                             | Jaroslau, Cieszanow                                                                            | Galizien          | |
| Wodzicki Anton                        | Großgrundbesitz                           | Krakau                                                                                         | Galizien          | |
| Wohlmeyer Johann                      | Landgemeinden                             | St. Pölten, Lilienfeld, Tulln, etc.                                                            | Niederösterreich  | |
| Wojtyga Johann                        | Landgemeinden                             | Krakau, Wieliczka, Chrzanów                                                                    | Galizien          | |
| Wolf Karl Hermann                     | Städte                                    | Trautenau, Hohenelbe, Arnau, etc.                                                              | Böhmen            | Mandatsverzicht in der Sitzung am 29. November 1901 verkündet, bei der Nachwahl wiedergewählt und am 4. Februar 1902 erneut angelobt                                                                                        |
| Wolffhardt Eduard                     | Städte                                    | Marburg, Windisch-Feistritz, Windisch-Grätz                                                    | Steiermark        | 1905 verstorben |
| Wolkenstein-Trostburg Wilhelm         | Nichtfideikommissarischer Großgrundbesitz | Prag                                                                                           | Böhmen            | |
| Wrabetz Karl                          | Städte                                    | Wien, I. Bezirk                                                                                | Niederösterreich  | |
| Zaffron Josef                         | Höchstbesteuerte                          |                                                                                                | Dalmatien         | |
| Zázvorka Antonín                      | Landgemeinden                             | Jičín, Hořic, Starkenbach, Semil, etc.                                                         | Böhmen            | |
| Zedtwitz Karl Max                     | Nichtfideikommissarischer Großgrundbesitz | Budweis                                                                                        | Böhmen            | |
| Zedtwitz Karl Moritz                  | Nichtfideikommissarischer Großgrundbesitz | Eger                                                                                           | Böhmen            | |
| Zehetmayr Johann                      | Landgemeinden                             | Schärding, Eferding                                                                            | Oberösterreich    | am 7. Jänner 1906 verstorben |
| Zimmer Josef                          | Landgemeinden                             | Olmütz, Sternberg, Schönberg                                                                   | Mähren            | |
| Zuleger Theodor                       | Landgemeinden                             | Karlsbad, Joachimsthal, Kaaden, etc.                                                           | Böhmen            | am 28. November 1905 für Franz Kliemann angelobt |
| Żyguliński Michał                     | Allgemeine Wählerklasse                   | Tarnow, Brzesko, Bochnia, etc.                                                                 | Galizien          | |
| Žáček Jan                             | Städte                                    | Holleschau, Bystřiz, Wsetin, etc.                                                              | Mähren            | |
| Žičkar Josip                          | Allgemeine Wählerklasse                   | Cilli, Gonobitz, Windischgratz, etc.                                                           | Steiermark        | am 27. September 1905 verstorben |
| Žitnik Ignacij                        | Landgemeinden                             | Adelsberg, Loitsch                                                                             | Krain             | |